# B.Bachahalli, Krishnarajpet
B.Bachahalli là một làng thuộc tehsil Krishnarajpet, huyện Mandya, bang Karnataka, Ấn Độ.